# Бангкхен (район Бангкока)
Бангкхен (тайск. บางเขน) — один из 50 районов (кхетов) Бангкока. Он окружён следующими районами: (с севера по часовой стрелке): Саймай, Кхлонгсамва, Кханнаяу, Бынгкум, Латпхрау, Чатучак, Лакси и Донмыанг.

## История
Район занимал обширную территорию на равнине Бангкхен (тайск. ทุ่งบางเขน) к северу от Бангкока.
Существует теория, что название "Бангкхен" происходит от сказания о короле Утхонге (ตำนานท้าวอู่ทอง). По легенде, баржу нагрузили золотом, но канал оказался мелким, и её пришлось тащить частично волоком при помощи бурлаков. Исходя из мифа, землю назвали ทองเข็น (рус. "тянули золото") а канал คลองเข็น (рус. "канал где надо тянуть волоком"). Затем, предположительно, название трансформировалось в бангкен (тайск. บางเข็น, место волока), из которого изменилось в нынешнее название บางเขน.
Администрация территории была сформирована в 1897 году. Бангкхен находился на территории монтхона Бангкок. После ликвидации монтхонов ампхе Бангкхен являлся одним из “окраинных” ампхе чангвата Пхранакхон с 1933 по 1972 годы.
В 1972 году чангват Пхранакхон и чангват Тхонбури объединили в столицу Таиланда - Бангкок. В 1975 году ампхе Бангкхен переименовывается в кхет Бангкхен.
В 1989 году кхет Бангкхен разделяют на кхет Бангкхен, кхет Чатучак и кхет Донмыанг. В результате кхет Бангкхен состоит из квэнгов Anusawari, Tha Raeng, Khlong Thanon, Sai Mai, Or Ngoen.
14 октября 1997 принимается закон об изменении границ административных единиц Бангкока и территория кхета Бангкхен значительно уменьшается. В результате кхет Бангкхен принимает нынешние границы и состоит из двух квэнгов - Анусавари и Тхарэнг.

## Административное деление
Район разделён на 2 подрайона (квэнга):
| Номер | Название                                 | Тайское название                 | Площадь (km2) | Карта |
| ----- | ---------------------------------------- | -------------------------------- | ------------- | ----- |
| 2.    | Анусавари - содержит 46 чумчонов (общин) | тайск. อนุสาวรีย์ (рус. памятник)   | 18,406        | Map   |
| 8.    | Тхарэнг - содержит 28 чумчонов           | тайск. ท่าแร้ง (рус. приют грифов) | 23,717        | Map   |
| Всего | Всего                                    | Всего                            | 42,123        | Map   |

Отсутствующие номера 1, 3, 4, 5, 6 и 7 принадлежат подрайонам, вошедших в состав других районов.
Название квэнга Тхарэнг обусловлено большим количеством грифов, прилетающих кормиться гниющей застрявшей на заливных лугах рыбой после регулярных разливов реки и каналов.

## Население
К весне 2023 года население квэнга Анусавари составило — 86 980 человек, Тхарэнга — 98 230 человек. Женщин во всём кхете проживает 98 672, мужчин — 86 538.

## Транспорт
Линия метро Сукхумвит оператора BTS Skytrain проходит через район с юга на север. Станции 11-й пехотный полк (11th Infantry Regiment), Ват Пхра Си Махатхат, Пхахонйотхин 59, Сайют, Сапханмай.
Розовая линия монорельса пересекает район с востока на запад. Станции Vacharaphol, Maiyalap, Ram Inthra Kor Mor 4, Lat Pla Khao, Ram Inthra 3, Wat Phra Sri Mahathat и Rajabhat Phranakhonю

## Достопримечательности
В кхете расположены 3 госпиталя, 2 парка, 17 спортивных площадок, 6 детских садов, 5 библиотек, 4 рынка.

### Храмы
- Храм Ват Пхра Си Махатхат (วัดพระศรีมหาธาตุวรมหาวิหาร)Ват Пхраси Махатхат

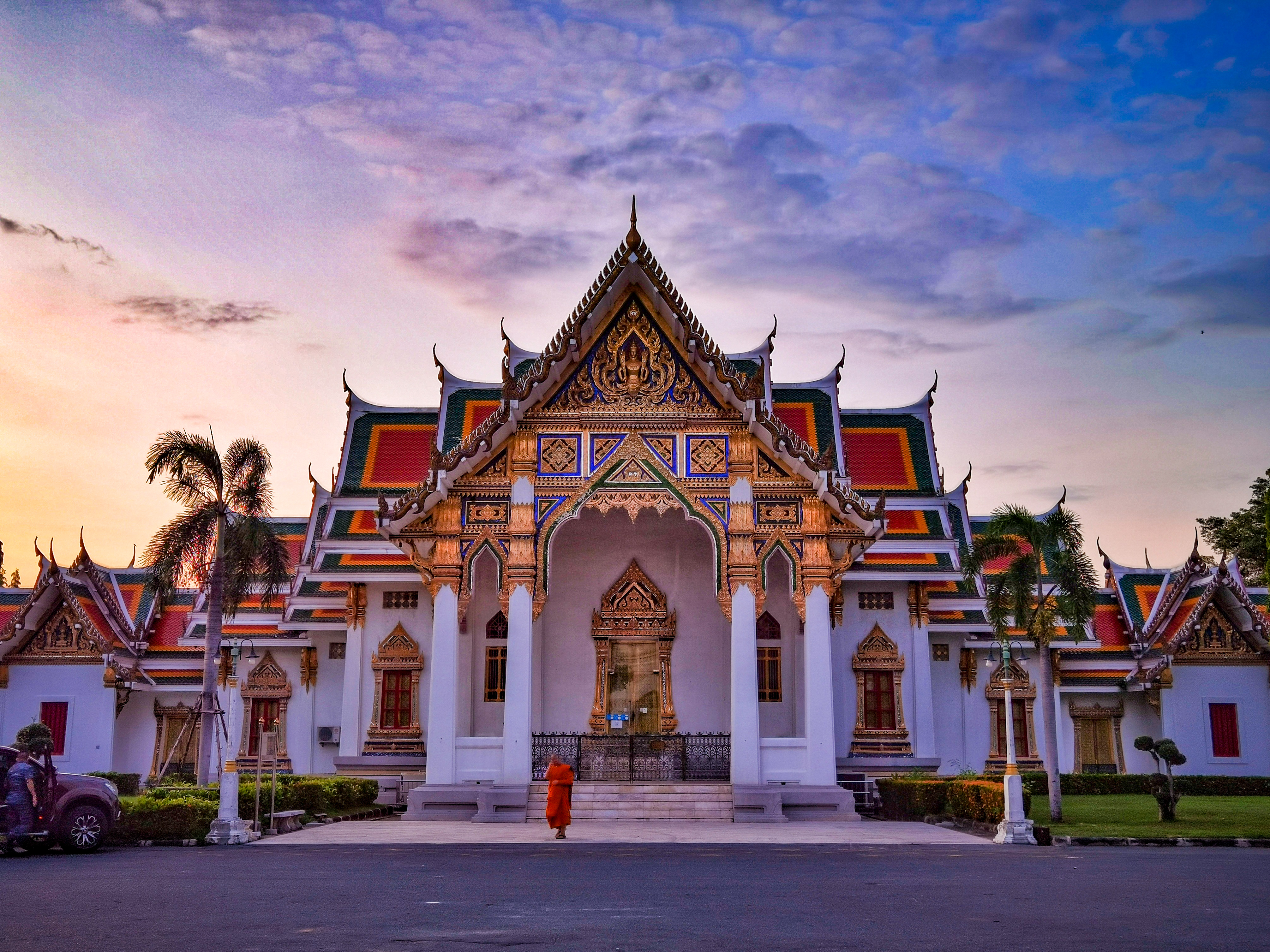
Ват Пхраси Махатхат

- วัดบางบัว
- วัดไตรรัตนาราม
- วัดศิริพงษ์ธรรมนิมิต[5]

### Прочее
- Памятник защитникам Конституции (อนุสาวรีย์พิทักษ์รัฐธรรมนูญ) - снесён в 2018 году.
- Рынок Инчарен (ตลาดยิ่งเจริญ)
- Стадион Лумпхини (สนามมวยเวทีลุมพินี)[источник не указан 435 дней]

## Образование
- Университет Пхранакхон Раджабхат
- Школа Раттанакосин Сомпхот Бангкхен
- Университет Крирк[8]